# Pseudambassis baculis
Pseudambassis baculis és una espècie de peix pertanyent a la família dels ambàssids.

## Descripció
- Fa 5 cm de llargària màxima.[6][7]

## Hàbitat
És un peix d'aigua dolça, demersal i de clima subtropical (18°- 25 °C).

## Distribució geogràfica
Es troba a Àsia: Bangladesh, Cambodja, l'Índia, Myanmar, el Nepal, el Pakistan i Tailàndia.

## Estat de conservació
Tot i que és capturat per a ésser destinat a l'alimentació humana i el comerç de peixos d'aquari, es desconeix l'impacte d'aquestes accions sobre les seues poblacions.

## Observacions
És inofensiu per als humans.